# Clyde O’Connell
Clyde O’Connell (* 29. Juni 1998 in Kilkenny) ist ein irischer Fußballspieler.

## Karriere
Clyde O’Connell erlernte das Fußballspielen in der Jugendmannschaft des Limerick FC im irischen Limerick. Als Jugendspieler kam er 2016 einmal in der First Division zum Einsatz. 2018 unterschrieb er bei seinem Jugendverein seinen ersten Vertrag. Nach sechs Monaten wechselte er zum Regional United FC. Hier stand er ein Jahr unter Vertrag. Am 1. Juni 2019 kehrte er zum Limerick FC zurück. Bis Jahresende bestritt er acht spiele in der First Division. Über die Stationen Fairview Rangers AFC und Treaty United FC ging er im Februar 2022 nach Kambodscha. Hier schloss er sich dem Erstligisten Preah Khan Reach Svay Rieng in der Provinz Svay Rieng an. Ein Jahr später wechselte er auf Leihbasis zum laotischen Erstligisten Young Elephants FC. Mit dem Verein aus der Hauptstadt Vientiane feierte er am Ende der Saison 2023 die laotische Meisterschaft. Nach der Ausleihe kehrte er zu Svay Rieng zurück. Nach Vertragsende wechselte er im Januar 2024 nach Thailand. Hier schloss er sich in Chainat dem Zweitligisten Chainat Hornbill FC an. Für den Verein aus Chainat bestritt er zwölf Ligaspiele. Im Juni 2024 wurde sein Vertrag nicht verlängert. Im Juli 2024 nahm ihn der ebenfalls in der zweiten Liga spielende Chanthaburi FC unter Vertrag. Für den Verein aus Chanthaburi bestritt er 13 Ligaspiele. Im Januar 2025 wechselte er zum bahrainischen Erstligisten A'Ali CSC.

## Erfolge
Young Elephants FC
- Laotischer Meister: 2023